# Besòs (métro de Barcelone)
Besòs est une station de la ligne 4 du métro de Barcelone.

## Situation sur le réseau
La station est située sous l'avenue des Corts catalanes (Gran Via de les Corts Catalanes), sur le territoire de la commune de Barcelone, dans le district de Sant Martí. Elle s'intercale entre Besòs Mar et le terminus de La Pau

## Histoire
La station est ouverte au public le 15 octobre 1982, lors de la mise en service du prolongement entre Selva de Mar et La Pau.

## Services aux voyageurs

### Accès et accueil
La station dispose de deux voies et deux quais latéraux.

### Intermodalité
La station permet la correspondance avec les lignes T5 et T6 du Trambesòs, dont les quais sont semi-enterrés.